# 阿赛兰迪亚
阿赛兰迪亚是巴西马拉尼昂州的一个市镇。总面积5806.307平方公里，总人口90674人，人口密度15.6人/平方公里。